# Otto Herbert Hajek
Otto Herbert Hajek (27. června 1927 Nové Hutě u Vimperka, Československo – 29. dubna 2005 Stuttgart) byl německý abstraktní sochař, malíř a grafik. Aktivně též působil jako propagátor česko-německého smíření a vzájemných kulturních vztahů.

## Život
Narodil se na území Československa, v obci Kaltenbach, dnes Nové Hutě u Vimperka, v rodině rolníka. V letech 1939–1945 studoval na gymnáziu v Prachaticích. V rámci poválečného odsunu byl nucen přesídlit i s matkou do Württenberska, středoškolská studia dokončil v Erlangenu. V letech 1947–1954 studoval sochařství na Státní akademii výtvarných umění ve Stuttgartu. V roce 1978 získal titul profesora v Bádensku-Württenbersku. V roce 1980 byl jmenován vedoucím třídy sochařství na Státní akademii výtvarných umění v Karlsruhe, kde vyučoval až do roku 1992. Od roku 1957 byl členem Německého svazu umělců, v letech 1972–1979 byl jeho předsedou. Až do smrti pak žil ve Stuttgartu, pochován je na lesním hřbitově v Degerlochu.

## Tvorba
Zpočátku vytvářel sochy a reliéfy převážně pro církevní sektor, od poloviny 60. let jeho tvorbu charakterizují barevně rozlišené geometrické tvary. Jeho plastiky jsou z oceli a betonu, v pestrých barvách. Věnoval se integraci umění v architektuře a ve veřejném prostoru, navrhoval fasády i interiéry budov, tzv. městské značky a ukazatele.
Některé z realizací v Česku:
- Kristus, Praha
- Městské znamení, Prachatice (1988)
- Multiplexní znak 72/II, Prachatice
- Reliefplastik, Univerzitní kampus Bohunice, Brno
- Památník obětem totalitních režimů, Prachatice

## Vztah k Československu a Česku
V Československu poprvé Hajek vystavoval v roce 1966 (společně s Henry Moorem a Marinem Marinim), a to jako první západoněmecký umělec po 2. světové válce. V roce 1980 udělil Hajekovi československý ministr kultury medaili Jana Štursy. V roce 1982 se Hajek stal předsedou Spolku Adalberta Stiftera, který rozvíjí především kulturní česko-německé vztahy. V roce 1987 byl oceněn medailí Adalberta Stiftera. Velká výstava jeho děl byla uspořádána v Československu v roce 1988, kdy Hajek navštívil Československo s oficiální delegací spolkového kancléře SRN.
Krátce po listopadové revoluci věnoval Hajek prostřednictvím prezidenta Václava Havla Československu dřevořezbu Krista, jedno ze svých raných děl – stala se součástí výzdoby baziliky sv. Jiří na Pražském hradě. Městu Prachatice, kde studoval, daroval v roce 1998 sochu Městské znamení, která byla symbolicky umístěna před budovu gymnázia. Prachatice mu udělily čestné občanství. V roce 2001 se Hajek rozhodl věnovat městu řadu dalších prací. Většina z nich je vystavena v prvním patře tzv. Bozkovského domu na prachatickém náměstí, kde bylo v den jeho 74. narozenin, 27. června 2001, slavnostně otevřeno Kulturní centrum Otto Herberta Hajeka. Další Hajekova výstava se konala v Praze ve Veletržním paláci v roce 2004.

## Galerie

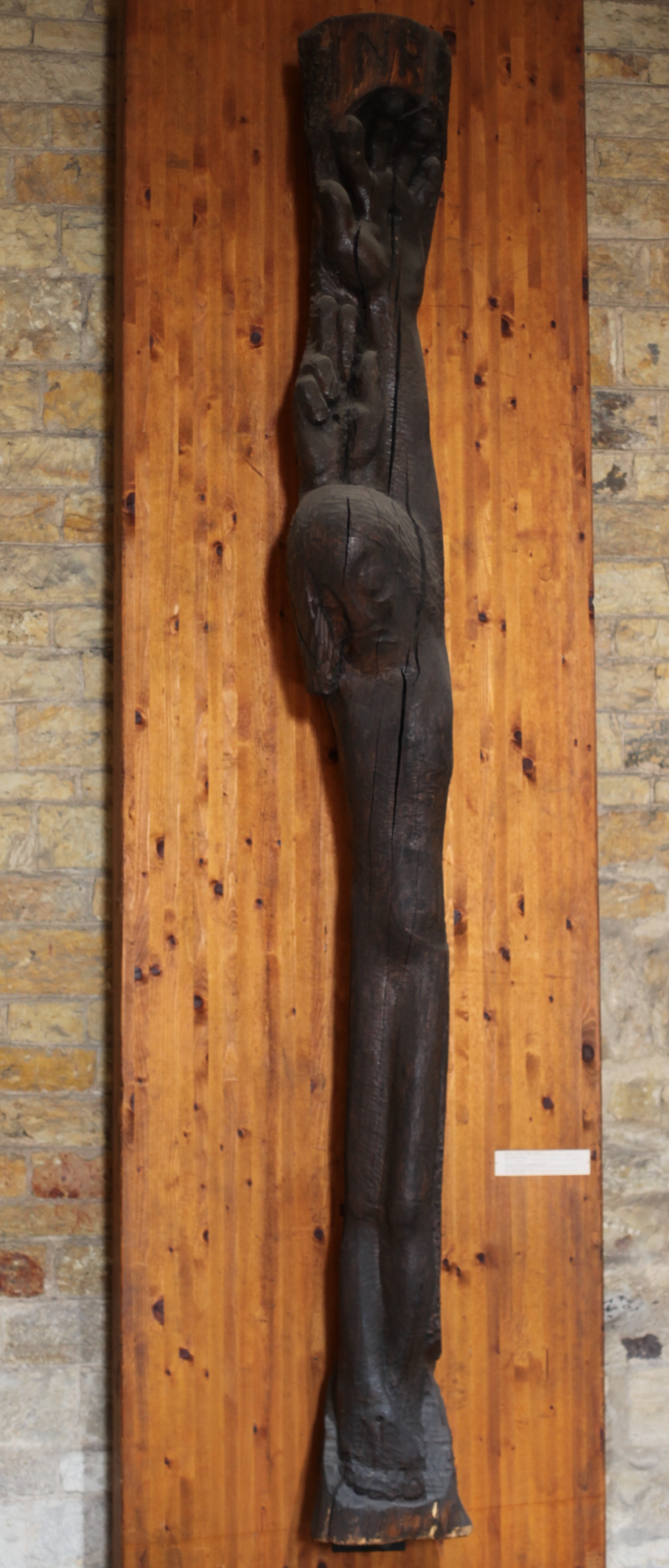
Kristus (u sv. Jiří v Praze)
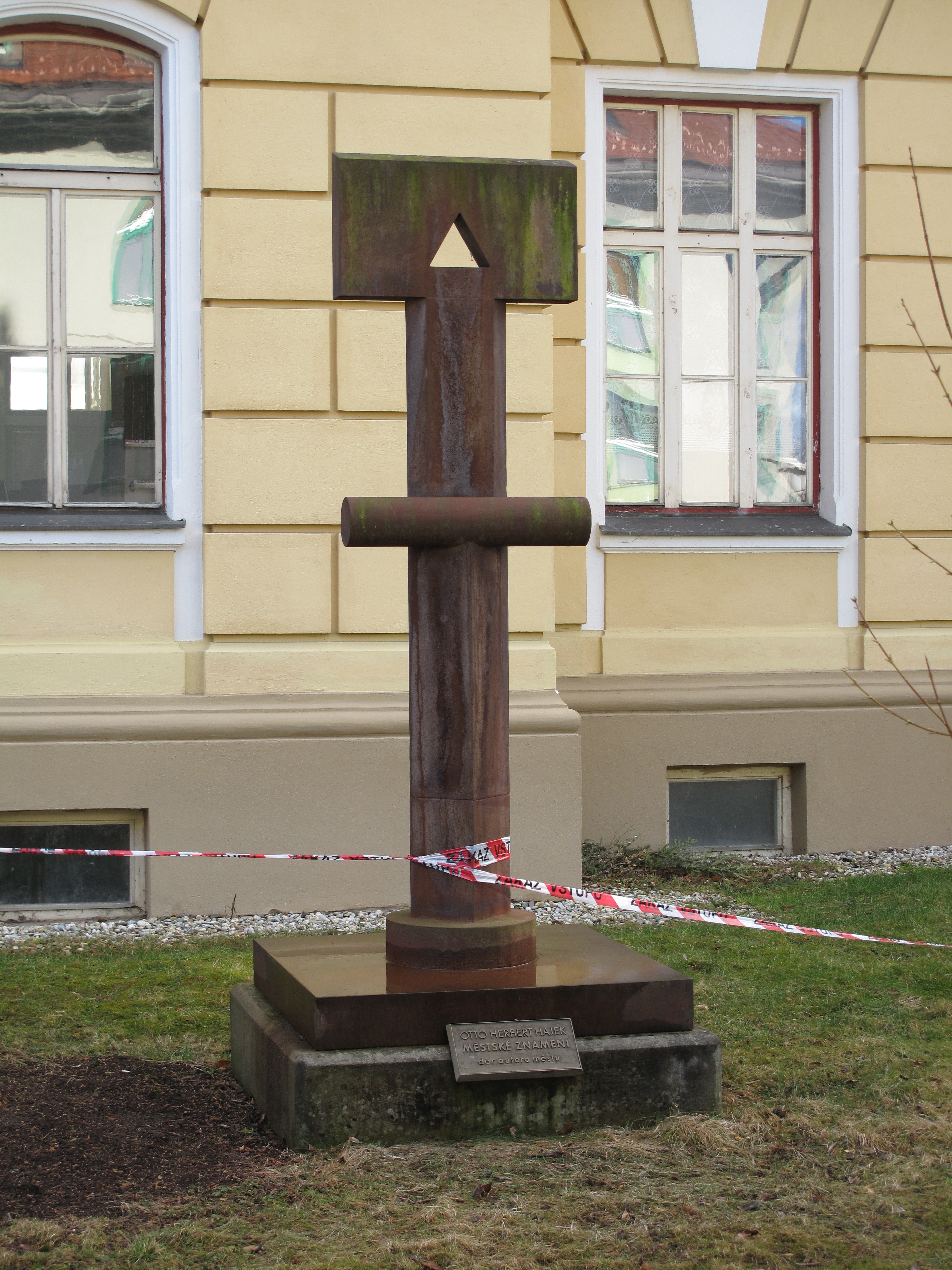
Městské znamení
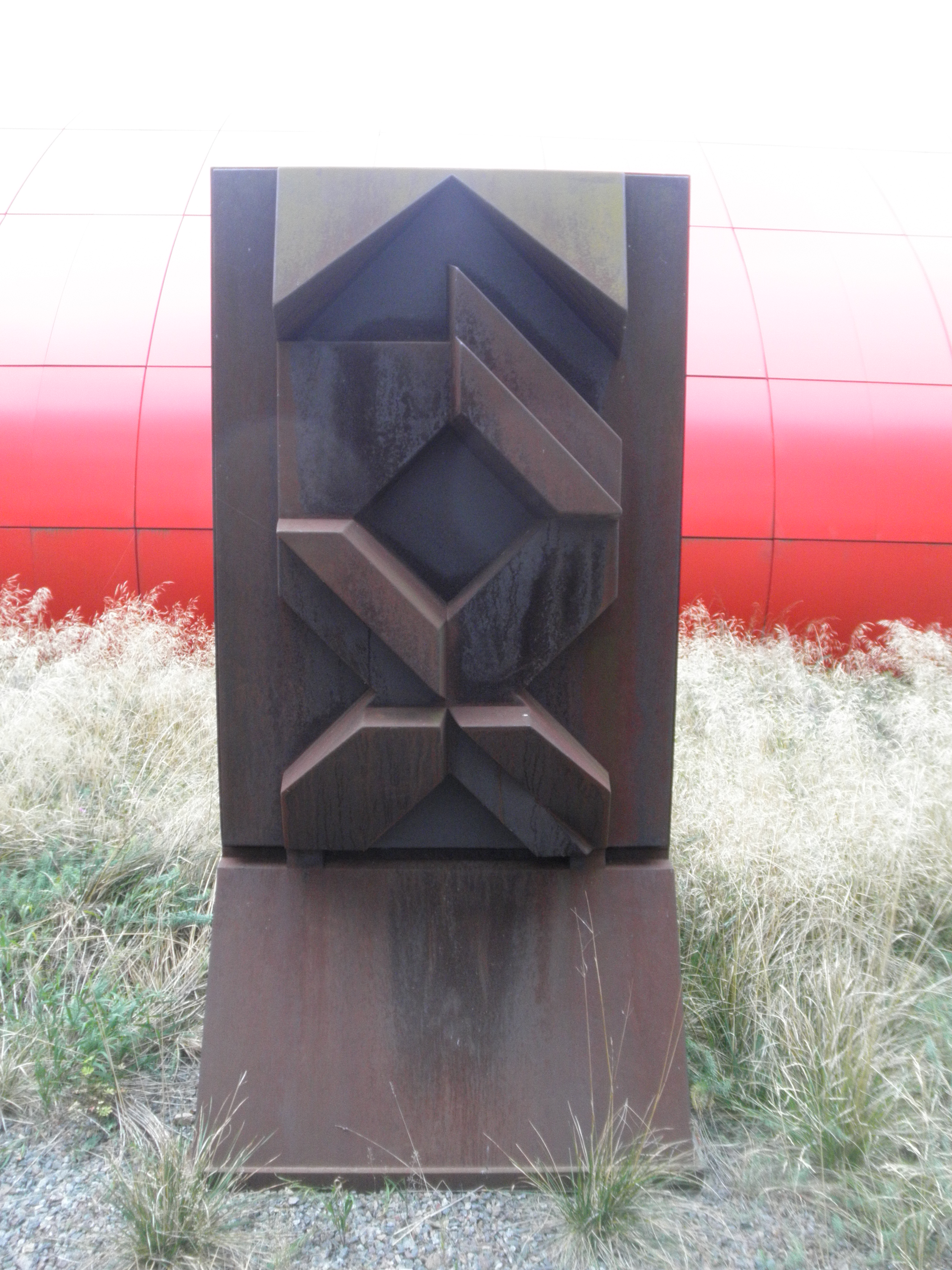
Reliefplastik
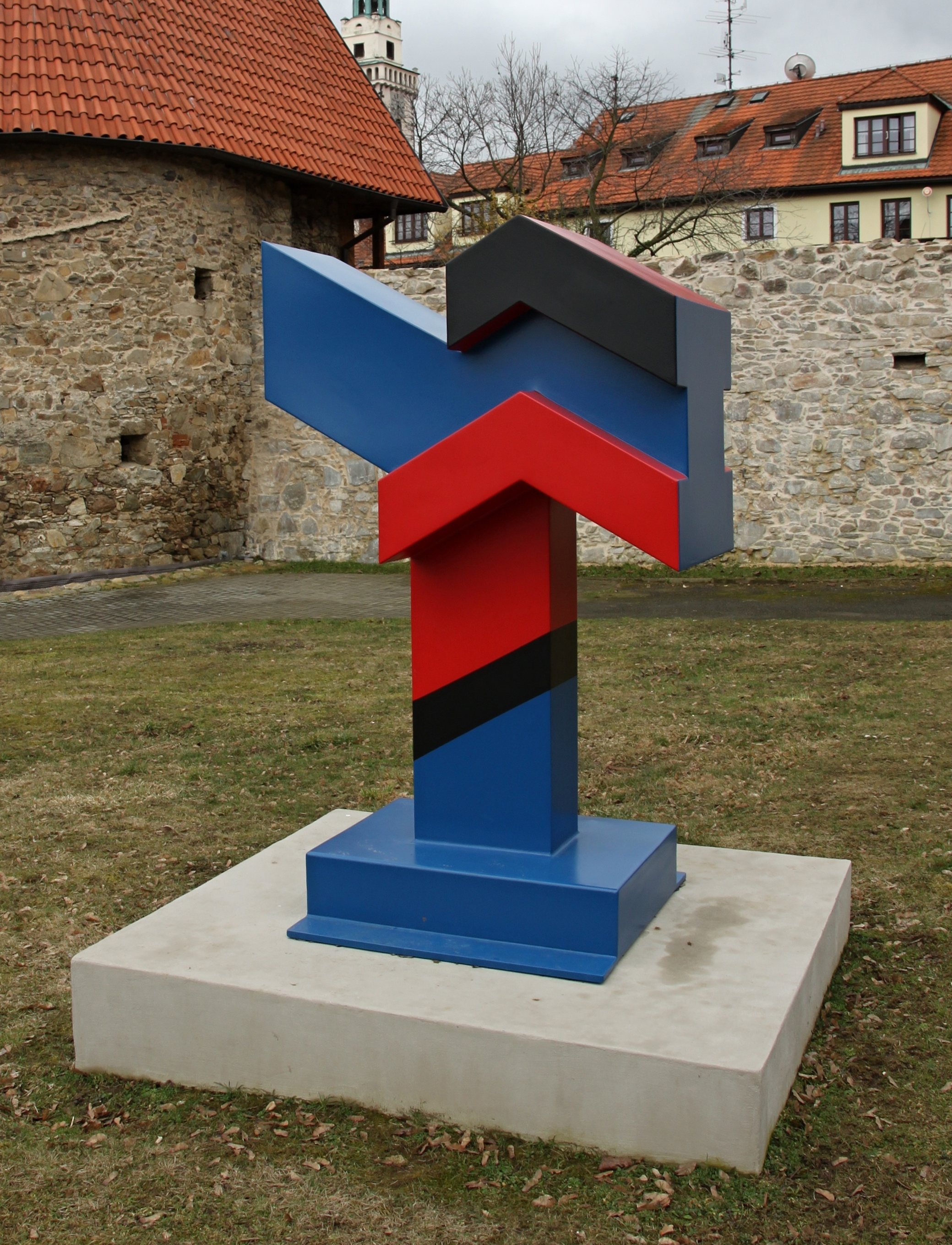
Multiplexní znak 72/II
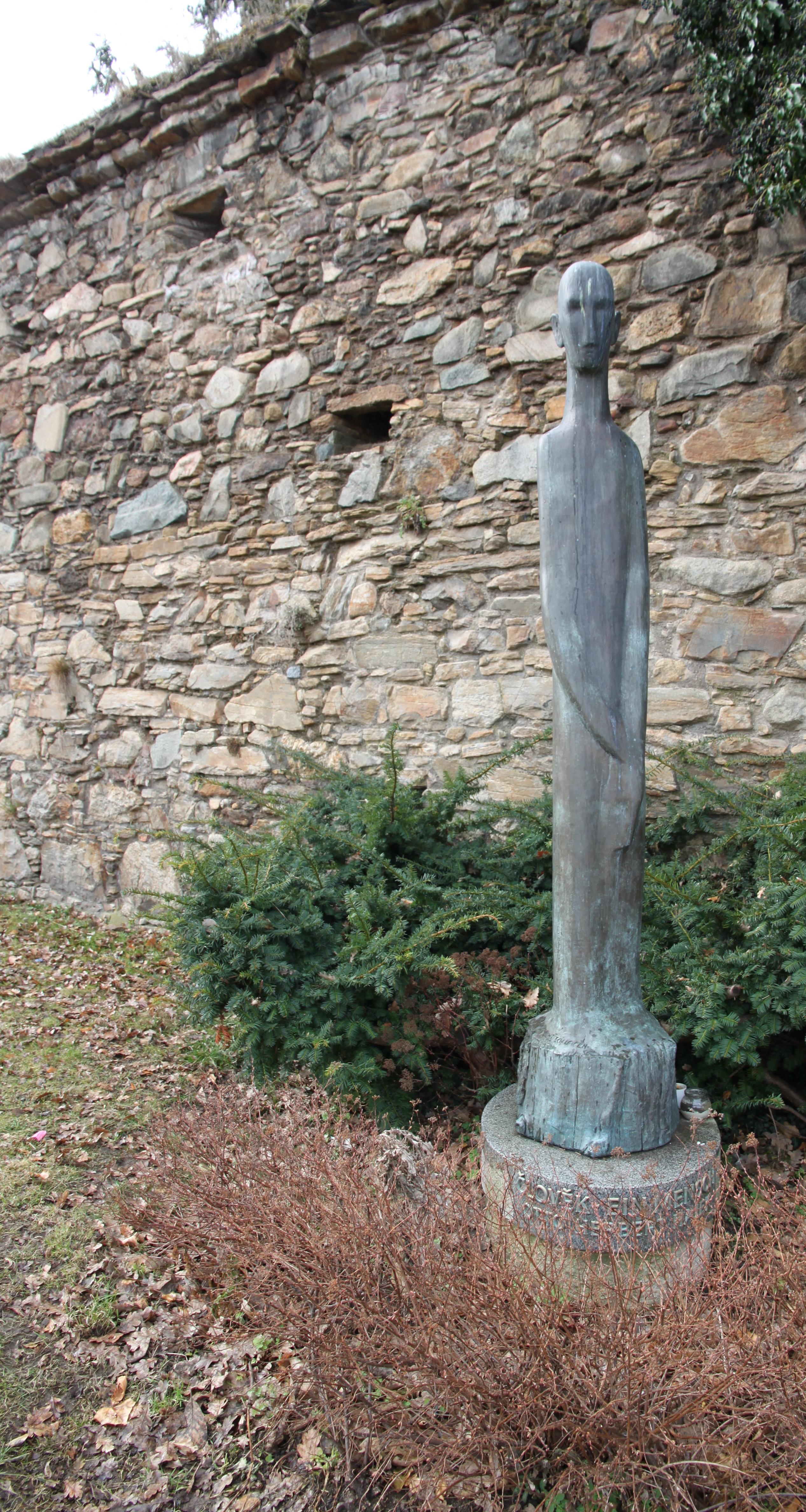
Památník obětem totalitních režimů

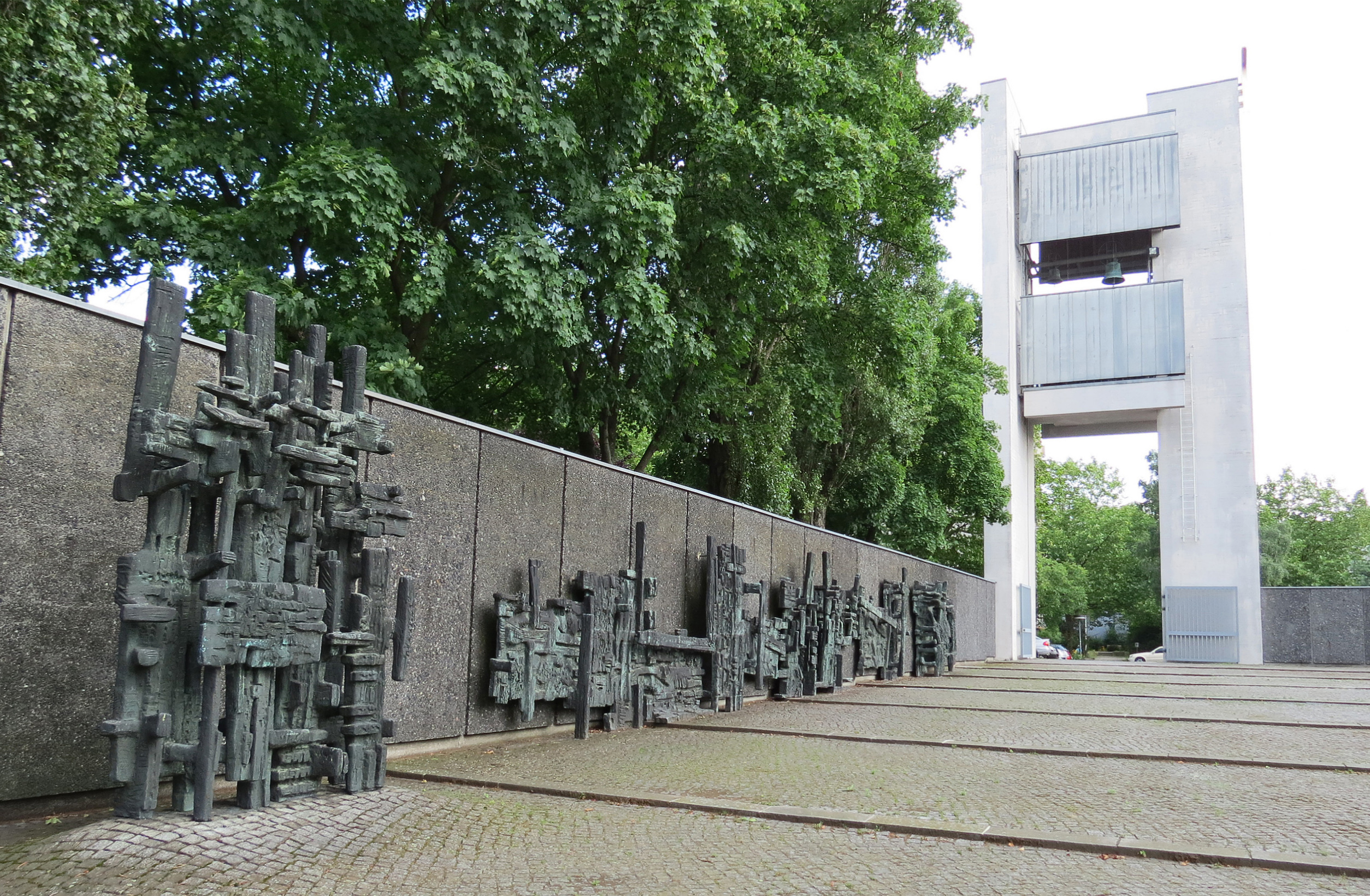
Maria Regina Martyrum
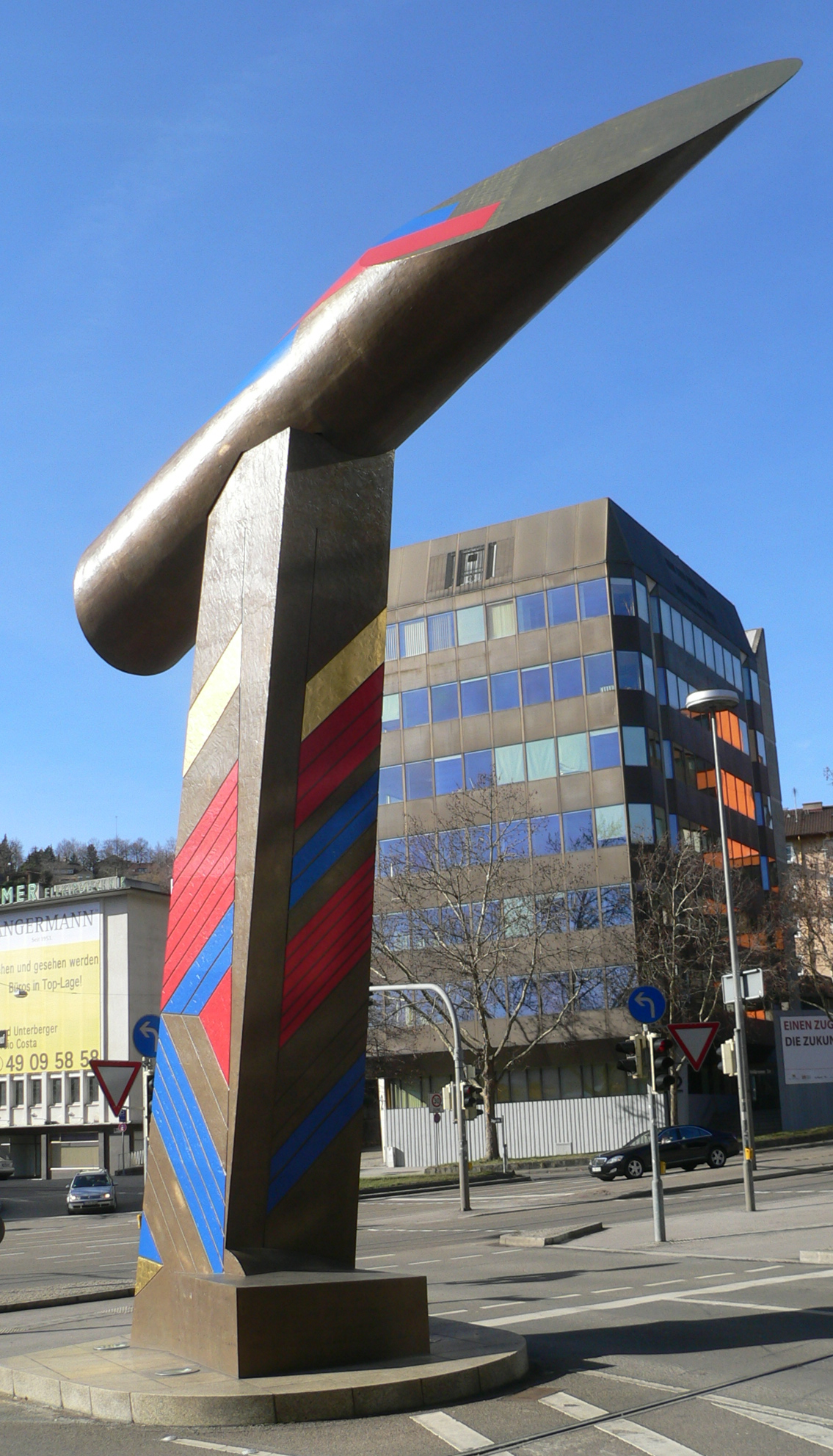
Wegzeichen Nr. 1
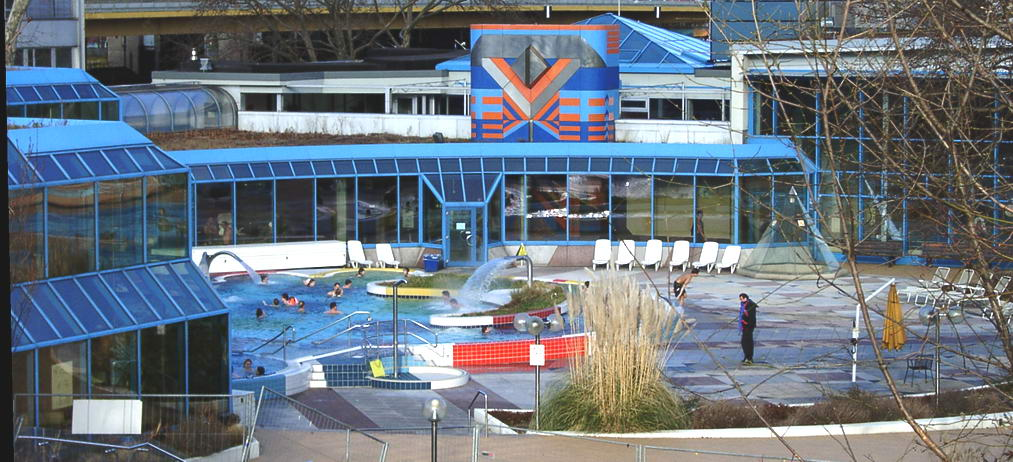
Koupaliště Leuze, Stuttgart
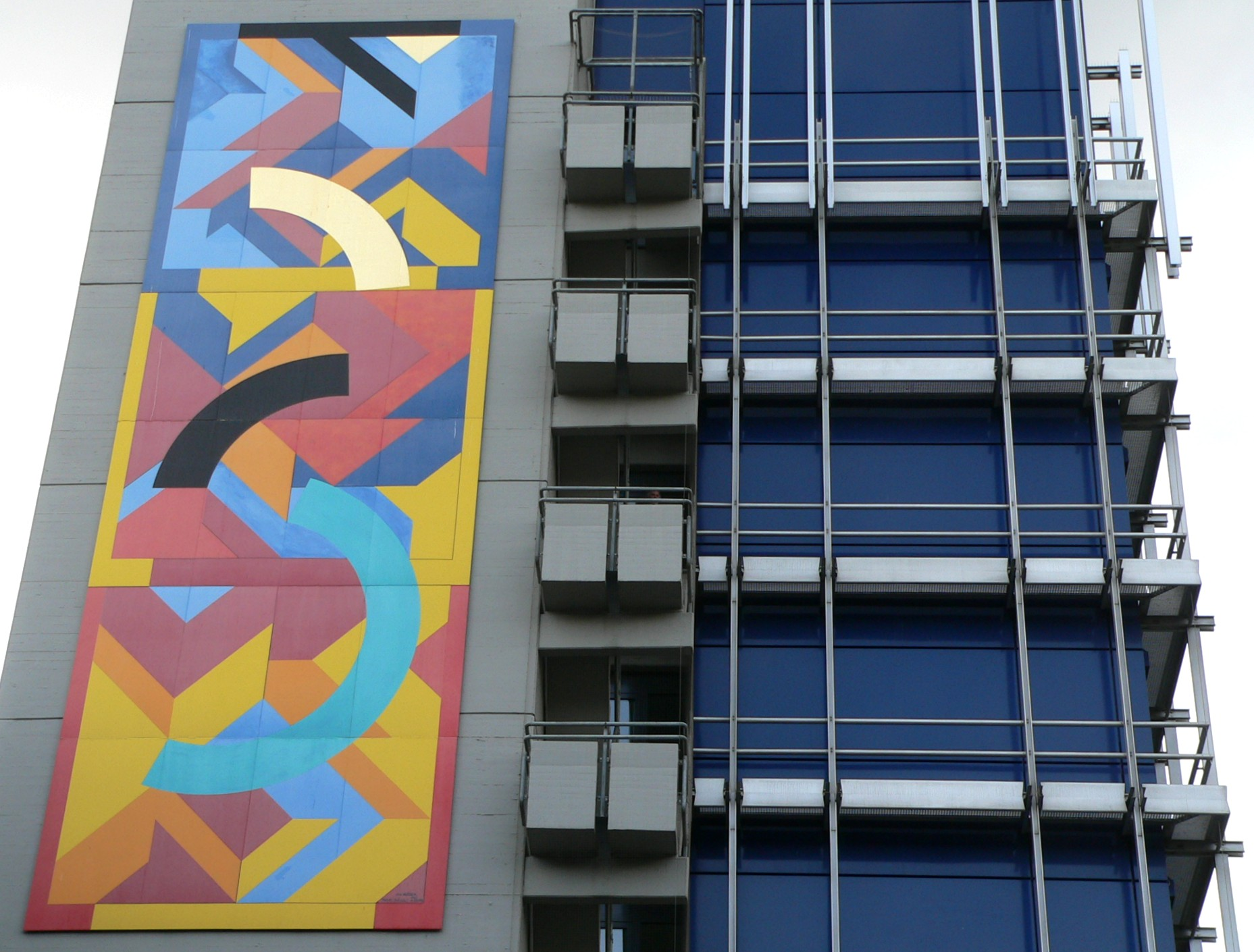
Farbe flügelt im Raum, 2002 – SWR-Gebäude, Stuttgart
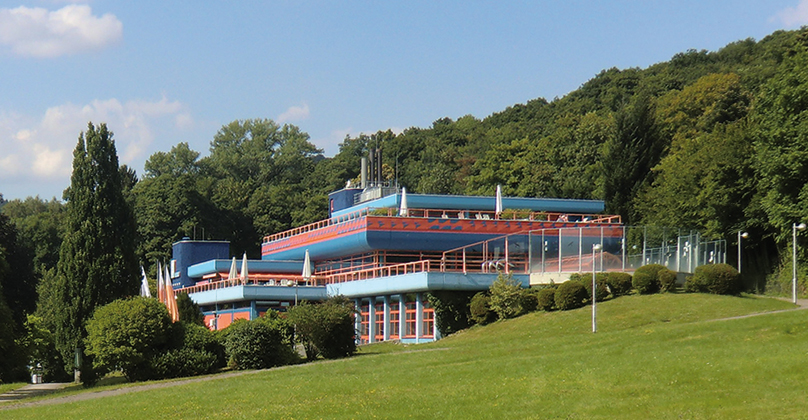
Königstein i. Ts., Kurbad, 1977, dokončeno 1989